# Château de Restormel
Le Château de Restormel (cornique : Kastel Rostorrmel) se trouve au bord de la rivière Fowey près de Lostwithiel en Cornouailles, Royaume-Uni. C'est l'un des quatre principaux châteaux normands de Cornouailles, les autres étant Launceston, Tintagel et Trematon. Le château se distingue par sa conception parfaitement circulaire. Bien qu'il s'agisse autrefois d'une résidence luxueuse du comte de Cornouailles, le château est pratiquement en ruine au XVIe siècle. Il est brièvement réoccupé et utilisé pendant la guerre civile anglaise, mais est ensuite abandonné. Il est désormais confié à English Heritage et ouvert au public.

## Architecture

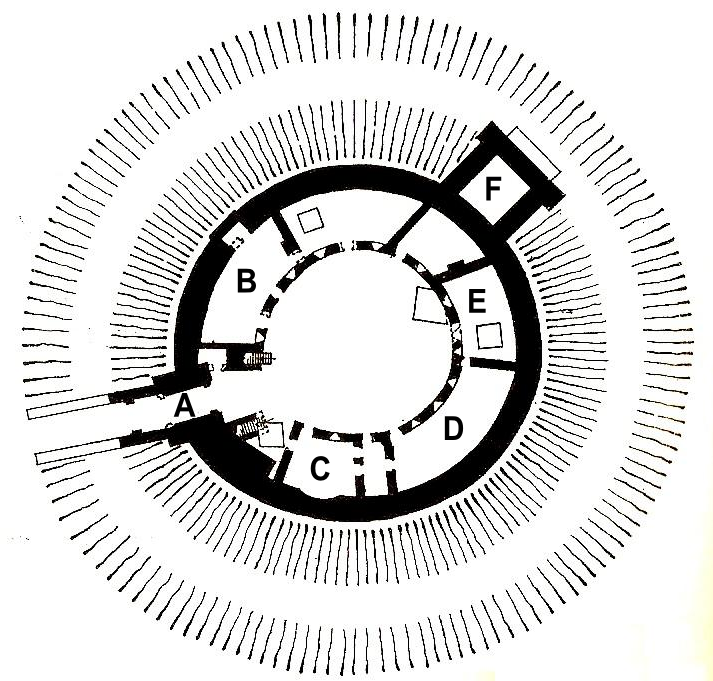
Plan du château de Restormel ; A – porte ; B – chambres d'hôtes ; C – cuisine ; D – salle ; E – solaire ; F – chapelle

Situé sur un éperon surélevé surplombant la rivière Fowey, le château de Restormel est un exemple exceptionnellement bien conservé de donjon circulaire, un type rare de fortification construit pendant une courte période au XIIe et au début du XIIIe siècle. Seuls 71 exemplaires sont connus en Angleterre et au Pays de Galles, dont le château de Restormel est le plus intact. De tels châteaux ont été construits en convertissant un château à motte et bailey en bois, où la palissade extérieure est remplacée par un mur de pierre et la cour intérieure est remplie de bâtiments domestiques en pierre. Ceux-ci sont regroupés autour de l’intérieur du mur pour assurer une défense. Les bâtiments sont courbés pour s'insérer dans le donjon, exemple extrême de la tendance du XIIIe siècle.
Le mur mesure 38 mètres (124,6719162 pi) de diamètre et mesure jusqu'à 2,4 mètres (7,87401576 pi) d'épaisseur. Il se dresse encore sur toute sa hauteur avec un chemin de ronde 7,6 mètres (24,93438324 pi) au-dessus du sol, et le parapet crénelé est également raisonnablement intact. Le mur est entouré à son tour d'un fossé mesurant 15 mètres (49,2125985 pi) sur 4 mètres (13,1233596 pi) de profondeur. Le mur et les bâtiments intérieurs sont construits en ardoise, qui semble avoir été extraite de la face escarpée au nord-est du château.

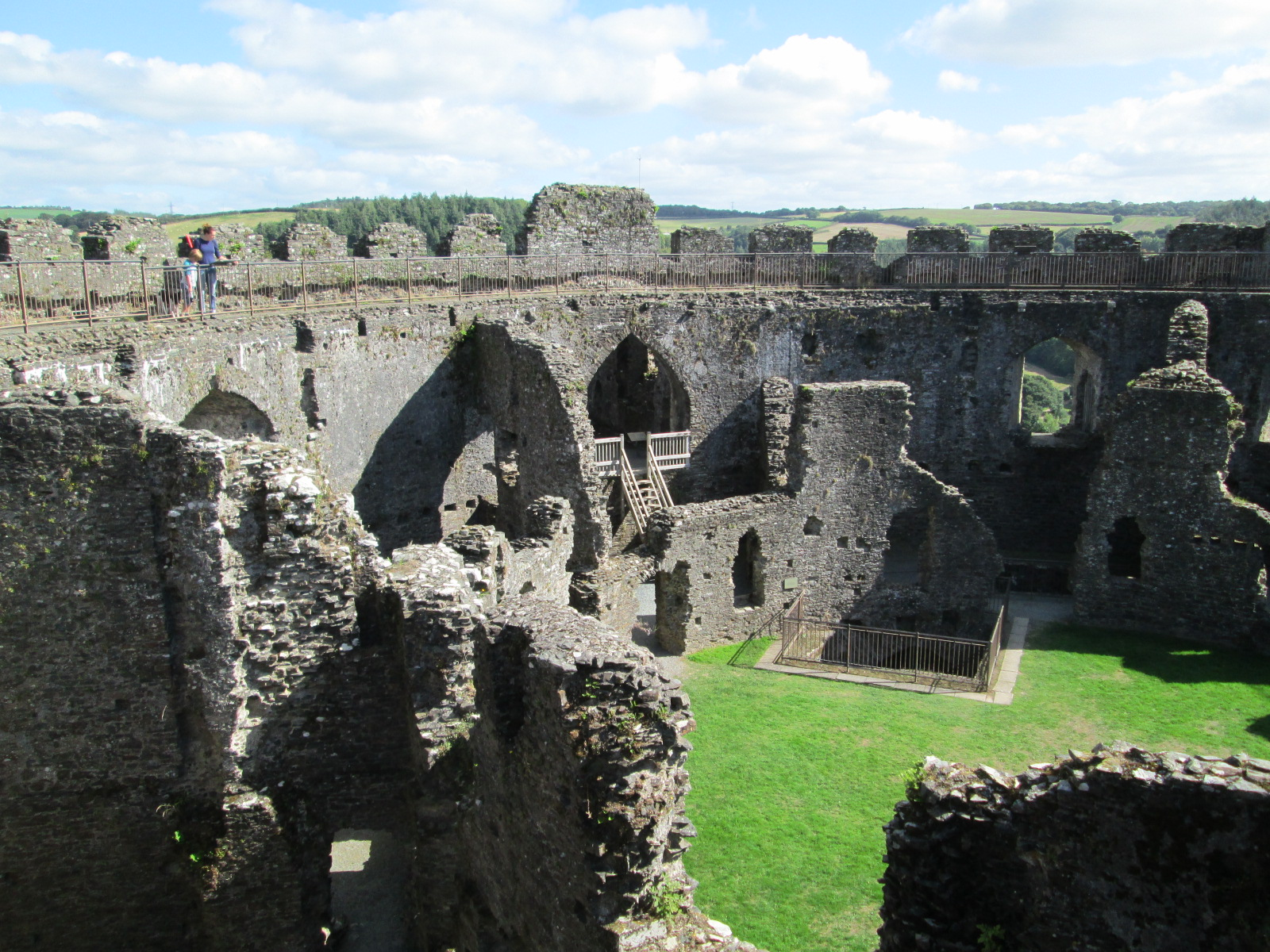
Vue sur la cour du château de Restormel. En face, un escalier moderne en bois mène à la chapelle.

Les bâtiments domestiques à l'intérieur du mur comprennent une cuisine, un hall, un solarium, des chambres d'hôtes et une ancienne chapelle. L'eau d'une source naturelle est acheminée sous pression vers les bâtiments du château. Une tour-porte carrée, en grande partie en ruine, garde l'entrée du château intérieur et constitue peut-être la première partie du château d'origine à avoir été partiellement construite en pierre. Du côté opposé, une tour carrée dépassant du mur contient la chapelle, on pense qu'il s'agit d'un ajout du XIIIe siècle. Elle semble avoir été convertie en emplacement de canon pendant la guerre civile anglaise. Un ancien mur extérieur de cour, apparemment construit en bois avec des défenses en terre, a depuis été détruit, ne laissant aucune trace . Il existe également des références historiques à un donjon, également aujourd'hui disparu.
Le château semble bâti sur une motte ; ses murs massifs sont, fait inhabituel pour l'époque, enfoncés profondément dans la motte d'origine. L'effet est renforcé par un anneau environnant, ensuite comblé sur la face intérieure de manière à sembler s'appuyer contre le mur du château. 

## Histoire
Restormel fait partie du fief du magnat normand Robert de Mortain, situé au sein du manoir de Bodardle dans la paroisse de Lanlivery. Le château de Restormel a probablement été construit après la conquête normande de l'Angleterre comme château à motte et bailey vers 1100 par Baldwin Fitz Turstin, le shérif local. Les descendants de Baldwin détiennent le manoir en tant que vassaux et locataires des comtes de Cornouailles pendant près de 200 ans.
Construit au milieu d'un grand parc aux cerfs, le château surplombe le principal point de passage de la rivière Fowey, un emplacement tactique clé. Il se peut cependant qu'il ait été initialement destiné à être utilisé comme pavillon de chasse ainsi que comme fortification.

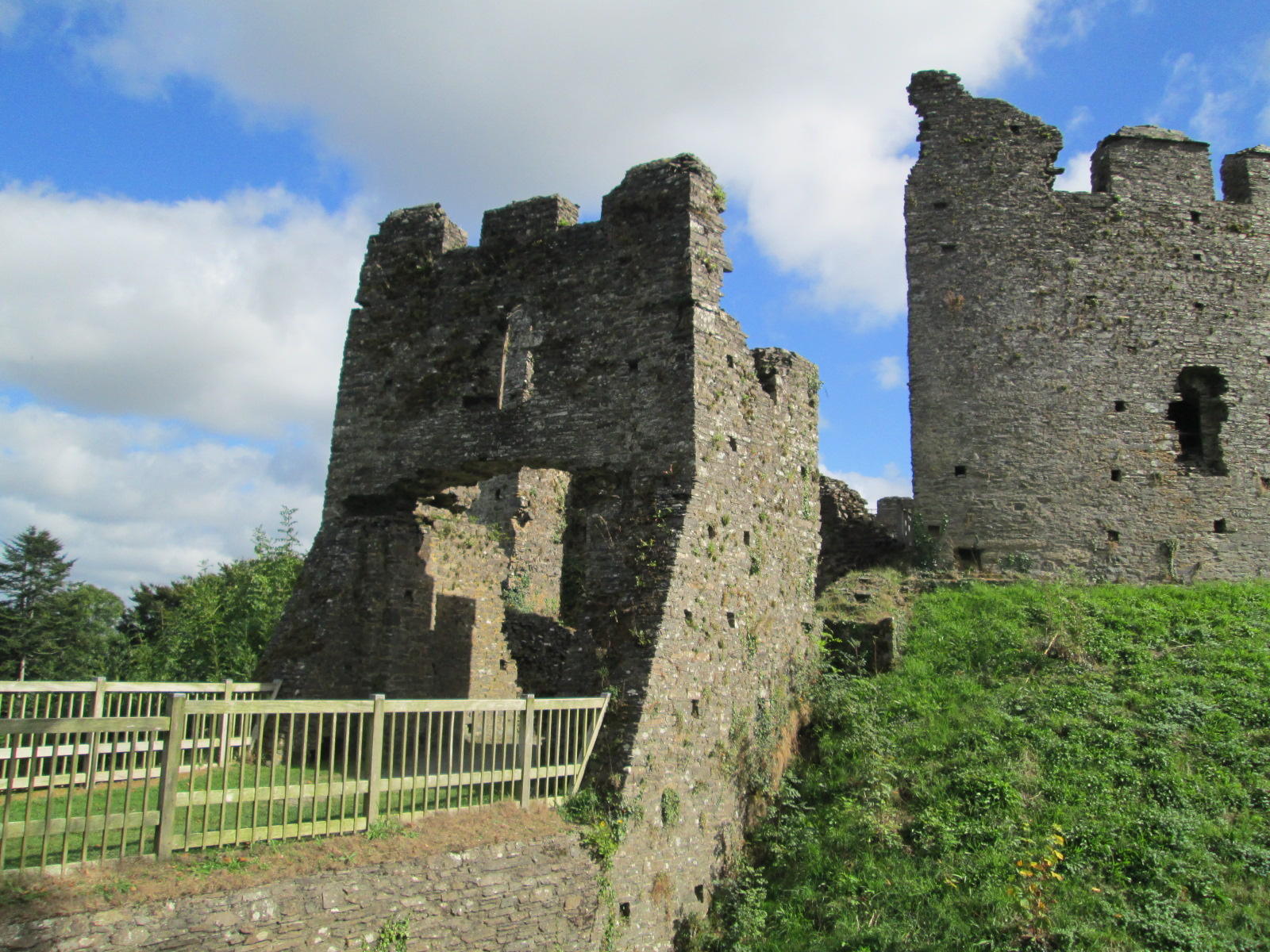
La guérite du château de Restormel

Robert de Cardinham, seigneur du manoir entre 1192 et 1225, fait alors construire les courtines intérieures et transforme entièrement la guérite en pierre, donnant au château sa conception actuelle. Le village de Lostwithiel est fondé à proximité du château à peu près à la même époque. Le château appartient aux Cardinham pendant plusieurs années, qui l'utilisent de préférence à leur ancien château d'Old Cardinham. La fille d'Andrew de Cardinham, Isolda de Cardinham, épouse Thomas de Tracey, qui est alors propriétaire du château jusqu'en 1264.
Le château est saisi sans combat en 1264 par Simon de Montfort lors des conflits civils sous le règne d'Henri III et est repris à son tour par l'ancien haut shérif de Cornouailles, Ralph Arundell, en 1265. Après quelques négociations, Isolda de Cardinham concède le château au frère d'Henri III, Richard de Cornouailles en 1270. Richard meurt en 1271 et son fils Edmond reprend Restormel comme base administrative principale, construisant les chambres intérieures du château pendant sa résidence là-bas et le titrant son « palais duché ». Le château de cette époque ressemble à un « palais miniature », avec des logements luxueux et de l'eau courante. C'est le siège de l'administration stannaire et supervise les mines d'étain locales et rentables du village.

### Propriété de la Couronne et ruine

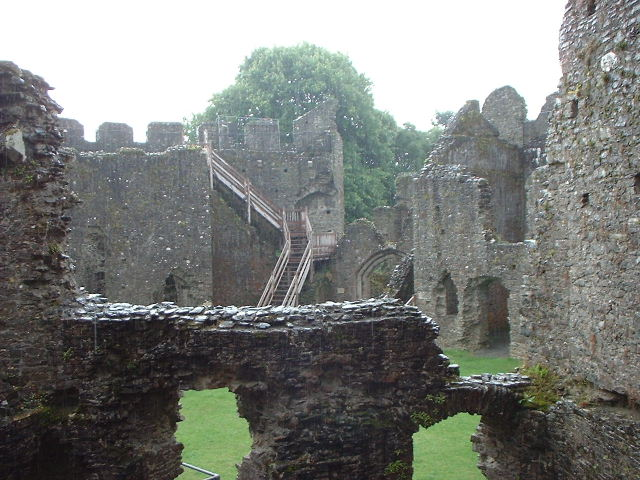
Les chambres intérieures du château de Restormel

Après la mort d'Edmond en 1299, le château revient à la Couronne et, à partir de 1337, le château est l'une des 17 antiqua maneria du duché de Cornouailles. Il est rarement utilisé comme résidence, bien que le Prince Noir séjourne au château en 1354 et 1365. Le prince profite de ces occasions pour rassembler ses sujets féodaux au château afin qu'ils lui rendent hommage. Après la perte de la Gascogne, l'une des possessions clés du duché, le contenu du château est démonté et transféré vers d'autres résidences. Avec un seigneur absent, l'intendance du château devient en conséquence très recherchée, et le château et son domaine sont connus pour leur administration efficace.
Le château est enregistré comme étant tombé en ruine dans une enquête de 1337 sur les possessions du duché de Cornouailles. Il est largement réparé sur ordre du Prince Noir mais décline de nouveau après sa mort en 1376. Au moment où l'antiquaire John Leland le voit au XVIe siècle, il est tombé en ruine et a été largement pillé pour sa maçonnerie ; comme il le disait, « les bois déracinés, les conduits enlevés, les toits vendus, les planches pourries, les murs tombés, et les pierres taillées des fenêtres, dournes et clavels, arrachées pour servir aux particuliers. bâtiments ; il ne reste qu’une dégradation totale, pour se plaindre de cette détresse ignorée. ».
Henri VIII rend le parc du château à la campagne ordinaire. Le château étant hors d'usage, un manoir est construit au XVIe siècle à quelques encablures de là, sur un terrain en contrebas jouxtant la rivière. On dit qu'il est construit sur l'emplacement d'une chapelle dédiée à la Trinité, détruite lors de la Réforme anglaise. Restormel Manor, aujourd'hui un bâtiment classé grade II, appartient toujours au duché de Cornouailles et est subdivisé en appartements de luxe avec des logements de vacances dans les dépendances. 
Restormel n'a connu d'action militaire qu'une seule fois au cours de sa longue histoire, lorsqu'une garnison parlementaire occupe les ruines et effectue quelques réparations de base pendant la guerre civile. Il est investi par une force opposée fidèle à Charles Ier, dirigée par Richard Grenville, un membre local de la noblesse qui a été député de Fowey avant la guerre. Grenville prend d'assaut le château le 21 août 1644, tout en manœuvrant pour encercler les forces parlementaires. Il n'est pas clair s'il est démantelé par la suite, mais dans une enquête parlementaire de 1649, il est enregistré comme étant complètement en ruine, seuls les murs extérieurs étant encore debout, et est jugé trop en ruine pour être réparé.
Au XIXe siècle, il devient une attraction populaire auprès des visiteurs. L'écrivain français Henri-François-Alphonse Esquiros, qui écrit sur une visite du château en 1865, décrit les ruines comme formant « ce que les Anglais appellent une scène romantique ». Il note que les ruines couvertes de lierre attirent des visiteurs des environs qui s'y rendent « pour des pique-niques et des fêtes de plaisir ». En 1846, la famille royale britannique visite le château.

## Aujourd'hui
En 1925, le prince Édouard, duc de Cornouailles – futur Édouard VIII – confie la ruine au Bureau des Travaux. En 1971, une proposition est faite pour restaurer le château, mais elle est abandonnée après avoir suscité une forte opposition. Une décennie plus tard, le château est classé monument historique. Il n’a jamais été formellement fouillé. Il est maintenant entretenu par English Heritage.